# Laboratorio Nacional de Idaho
El Laboratorio Nacional de Idaho (en inglés: Idaho National Laboratory,  INL), es un complejo de 2300 km² situado en el desierto de Idaho entre las poblaciones de Arco y Idaho Falls.  Fue fundado en 1949 como la Planta Nacional de Pruebas de Reactores (National Reactor Testing Station, NRTS) y posteriormente redenominado como Laboratorio Nacional de Ingeniería de Idaho (Idaho National Engineering Laboratory, INEL) en los años 1970.  En 1997, se volvió a cambiar el nombre de nuevo, pasando a llamarse Laboratorio Nacional de Ingeniería y Medio Ambiente de Idaho (Idaho National Engineering and Environmental Laboratory, INEEL).  El 1 de febrero de 2005, Battelle Energy Alliance se hizo cargo del funcionamiento del laboratorio, que anteriormente correspondía a Bechtel. En ese momento las actividades de limpieza del laboratorio fueron trasladadas a una compañía distinta, la Idaho Cleanup Project, mientras que las actividades de investigación se consolidaron en la nuevamente denominada Idaho National Laboratory. El laboratorio da trabajo a cerca de 8000 personas.

## Historia
La misión original del NRTS fue el desarrollo de la energía nuclear durante los años inmediatos a la posguerra. En 1951, uno de los acontecimientos más importantes del siglo XX tuvo lugar en el NRTS, el primer aprovechamiento de la energía atómica. Esto sucedió en el reactor experimental productor de neutrones EBR-I. El lugar de este suceso está clasificado como un hito nacional histórico abierto al público. El 17 de julio de 1955, los reactores del NRTS convirtieron a  Arco, Idaho, en la primera ciudad del mundo con suministro de energía eléctrica de origen atómico.
El 3 de enero de 1961 el NRTS padeció el primer accidente fatal de un reactor nuclear de los Estados Unidos. Un reactor experimental llamado SL-1 (Stationary Low-Power Plant Number 1) fue destruido cuando una varilla de control fue retirada de forma incorrecta produciendo la fusión y explosión del núcleo. Los tres trabajadores que estaban operando en el reactor resultaron muertos. Debido a la intensa contaminación radiactiva, los tres fueron enterrados en ataúdes de plomo. Estos acontecimientos dieron lugar a un libro publicado en 2003 bajo el título de "Idaho Falls: The untold story of America's first nuclear accident." (Idaho Falls: la historia no contada del primer accidente nuclear de América).

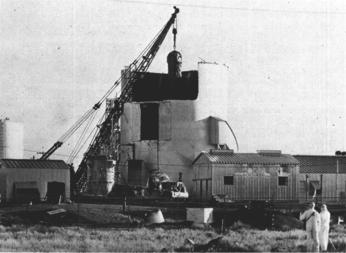
Desmantelamiento del reactor nuclear en la estación de ensayos SL-1 después del accidente de enero de 1961.

INL se encarga del funcionamiento del Reactor de Pruebas Avanzado, una instalación que se utiliza para irradiar materiales o probar nuevos componentes y combustibles. Las tareas de INL incluyen los desarrollos iniciales de diseños de reactores nucleares, las pruebas de los mismos, el desarrollo de prototipos para barcos de la Marina de los Estados Unidos, y el desarrollo de tecnologías para gestionar los residuos nucleares.

## Futuro
A pesar de que ya había sido informado por los medios de comunicación de Idaho, durante más de dos años, el 27 de junio de 2005 el New York Times informó que un reactor del  INL se utilizaría para la producción de plutonio-238. Este isótopo es conocido por su intensa degradación alfa, lo que resulta muy adecuado para fabricación de fuentes de energía de larga duración tales como RTGs para las pruebas espaciales y la baterías para marcapasos cardíacos. INL dispone de 52 reactores, tres de los cuales se informa que todavía están funcionando (véase lista de reactores nucleares). El Idaho State Journal informó  que las baterías podrían utilizarse para un viaje a las lunas de Júpiter y el viaje de New Horizons a Plutón.
En la Energy Policy Act de 2005, se autorizaron 1250 millones de dólares para diseñar y construir un “Proyecto de Planta de Energía de Nueva Generación” para la cogeneración de electricidad-hidrógeno en el Idaho National Laboratory, y posiblemente en los reactores existentes, para explorar la fabricación de combustible de hidrógeno a partir de la energía nuclear.

### Foto aérea
- Microsoft Terraserver

- Datos: Q1314158
- Multimedia: Idaho National Laboratory / Q1314158